# ブライト (企業)
株式会社ブライト（BRIGHT CORPORATION）は、かつて日本のオートバイの輸入、卸販売を行っていた企業。2020年8月に業務終了。同年12月11日に清算結了・消滅。

## 概要
自主規制や多くの販売台数が見込めないといった理由により日本での正規販売が行われていない、川崎重工業のオートバイを逆輸入し、各販売店に卸販売を行っていた。
カワサキ製オートバイの日本向けモデルの正規販売を行っているカワサキモータースジャパンと業務提携しており、日本国外でリコールが発生した場合でも日本においても無償による修理が可能であるのが特徴であった。
2020年、国内における取り扱いモデルの拡大などを理由とし、同年8月末をもって業務を終了し、同社の行なっていた業務を9月よりカワサキモータースジャパンに移管することを発表した。